# Ubej
L'Ubej (in russo Убей?) è un fiume della Russia siberiana orientale, affluente di destra dell'Enisej. Scorre nei distretti Novosëlovskij e Idrinskij del Territorio di Krasnojarsk.
Il fiume scorre in direzione nord-occidentale e settentrionale. Ha una lunghezza di 104 km e il suo bacino è di 1 650 km². In precedenza sfociava nell'Enisej a 2 644 km dalla foce, ora sfocia nella baia di Ubej del bacino idrico di Krasnoyarsk formatosi sul sito della parte inferiore della valle.